# (7546) Meriam
(7546) Meriam ist ein Asteroid des inneren Hauptgürtels, der am 25. Juni 1979  von den US-amerikanischen Astronomen Eleanor Helin und Schelte John Bus am Siding-Spring-Observatorium (IAU-Code 413) in der Nähe von Coonabarabran im Bundesstaat New South Wales in Australien entdeckt wurde.
Der Asteroid wurde am 7. August 2020 nach den Meriam, einer Bevölkerungsgruppe der Torres-Strait-Insulaner in der Torres-Straße zwischen Australien und Neuguinea benannt, die nicht mit den Aborigines verwandt sind.